# Bentheuphausia amblyops
Bentheuphausia amblyops is een krillsoort uit de familie van de Bentheuphausiidae. De wetenschappelijke naam van de soort werd in 1885 voor het eerst geldig gepubliceerd door Georg Ossian Sars.